# Myriam Hernández
Miriam Raquel Hernández Navarro (Ñuñoa, 2 maggio 1967) è una cantante cilena.

## Discografia

### Album in studio
- 1988 – Myriam Hernández I
- 1989 – Dos
- 1992 – Myriam Hernández III
- 1994 – Myriam Hernández IV
- 1998 – Todo el amor
- 2000 – + y Más
- 2004 – Huellas
- 2007 – Enamorándome
- 2011 – Seducción

### Album dal vivo
- 2001 – El Amor En Concierto
- 2005 – Contigo En Concierto
- 2008 – The Best of the Best (solo DVD)

### Raccolte
- 1992 – Todo Lo Mío
- 1996 – Éxitos y Recuerdos
- 1997 – Todo Lo Mío
- 1998 – Simplemente Humana

## Premi e riconoscimenti
- Songwriters Hall of Fame